# 武石正宣
武石 正宣（たけいし まさのぶ）は、ライティングデザイナー、有限会社 ICE 都市環境照明研究所 所長。武蔵野美術大学 空間演出デザイン科 非常勤講師、愛知県立芸術大学 デザイン科 非常勤講師。都市や建築、インテリア等の照明は、物を明るく見せる役割にとどまらず、空間や時間の見え方に大きく係っていると考えている。星のや 東京、COREDO 室町、キャピタルゲートプレイス、東急プラザ銀座などの照明デザインを担当している。

## 略歴
- 1959年 - 横浜市生まれ

- 1982年 - 多摩美術大学美術学部建築科 卒業。

- 1990年 - 1995年  株式会社 海藤オフィス チ−フデザイナ−

- 1996年-  有限会社 ICE 都市環境照明研究所 設立、所長。

## 主な賞歴
- 1997年 - Nashop Lighting Awards最優秀賞（飲食部門） CANAL CAFE

- 1997年 - Nashop Lighting Awards優秀賞（飲食部門） 小松屋

- 2000年 - 北米照明学会国際照明デザイン賞AWARD OF MERIT 国立科学博物館

- 2000年 - 北米照明学会国際照明デザイン賞AWARD OF MERIT 川崎 岡本太郎美術館

- 2003年 - 北米照明学会国際照明デザイン賞AWARD OF MERIT 海ほたる

- 2003年 - 北米照明学会国際照明デザイン賞AWARD OF MERIT BEAMS HOUSE 丸ビル店

- 2003年 - Nashop Lighting Awards優秀賞（物販部門） MISS SIXTY 明治通り店

- 2003年 - Nashop Lighting Awards優秀賞（飲食部門） 音音 恵比寿ガーデンプレイス店

- 2003年 - Nashop Lighting Awards優秀賞（飲食部門） daidai-ya 横浜クイーンズモール店

- 2003年 - 日経ニュ−オフィス賞経済産業大臣賞 中沢フーズ株式会社

- 2006年 - 北米照明学会国際照明デザイン賞AWARD OF MERIT INTERNATIONAL PARK HYATT

- 2006年 - 北米照明学会国際照明デザイン賞AWARD OF MERIT 星野リゾート プライベートコテージ

- 2006年 - 北米照明学会国際照明デザイン賞THE EDWIN F. GUTH MEMORIAL AWARD club MINERVA

- 2006年 - 北米照明学会国際照明デザイン賞AWARD OF MERIT 中部国際空港 セントレア

- 2006年 - 北米照明学会国際照明デザイン賞INTERNATIONAL 過門香 上野 バンブーガーデン

- 2008年 - Nashop Landscape Lighting Awards優秀賞（建築外構部門）カーサ ベル オーヒラ

- 2009年 - 北米照明学会国際照明デザイン賞AWARD OF MERIT AO

- 2009年 - 北米照明学会国際照明デザイン賞AWARD OF MERIT青山 OM-SQARE

- 2009年 - 北米照明学会国際照明デザイン賞AWARD OF MERIT青山 OM-SQARE Tea Ceremony Room

- 2009年 - 北米照明学会国際照明デザイン賞AWARD OF MERIT青山 OM-SQARE Tea Ceremony Room

- 2009年 - 北米照明学会国際照明デザイン賞AWARD OF MERIT二期倶楽部 観季館

- 2009年 - 北米照明学会国際照明デザイン賞AWARD OF MERIT高崎モノリス
- 2022年 - 49th IES illumination Awards　LIT LIGHTING DESIGN AWARDS 2022　星のや沖縄　星野リゾート　バンタカフェ[5]